# سیکورسکی اس-۴۲
سیکورسکی اس-۴۲ (به انگلیسی: Sikorsky S-42) یک هواگرد ساختِ کارخانهٔ سیکورسکی در کشور ایالات متحده آمریکا است. نخستین استفاده‌کنندهٔ این هواپیما خطوط هوایی سراسری آمریکا بوده‌است. این هواگرد برای نخستین بار در ۱۹۳۴ میلادی مورد استفاده قرار گرفت.